# Ducat d'Àustria
El ducat d'Àustria fou una jurisdicció feudal del Sacre Imperi Romanogermànic, creat el 1156 en el que fins aleshores era la Marca Oriental de Baviera. El privilegius minus concedit a la fundació, establia diversos beneficis pel territori. El marcgravi Enric II Jasomirgott va adoptar des de 1157 el títol de duc. Va tenir per successor al seu fill Leopold V.
Leopold V de Babenberg va prendre part en la tercera croada i es va enfrontar a Ricard Cor de Lleó al que va retenir a la seva tornada a Europa, al castell de Dürrenstein. El 1186 un tractat amb Bohèmia, els sobirans de la qual governaven la marca d'Estíria, estipulava que Estíria passaria a Àustria si la dinastia dels Ottokar quedava sense hereu, amb la condició que els drets particulars d'Estíria fossin preservats. A la mort de Wenceslau II de Bohèmia sense hereu legítim, els Babenberg van incorporar Estíria. Leopold V va morir el 1194 i després d'un breu regant de Frederic I el Catòlic va pujar al tron Leopold VI el Gloriós que va adquirir nous territoris a Carniola, va protegir els trobadors, va fer expedicions contra els musulmans a la península Ibèrica i a l'Orient Mitjà i va morir el 1230. El va succeir el seu fill Frederic II el Bataller al que l'emperador Frederic II va arrabassar els seus territoris el 1236, però el 1239 els va poder reconquerir i el 1240 fou reconegut finalment per l'emperador. Després de combatre els mongols va acabar morint el 1246 en batalla contra els hongaresos, sense deixar hereus mascles: la successió corresponia o a la seva germana o a la seva neboda Gertrudis i el seu marit Herman de Zähringen o de Baden-Baden (casat amb Gertrudis i que tenia el suport del Papa), però la poderosa noblesa i volia dir la seva i Estíria es va decantar cap al rei d'Hongria, mentre Àustra es girava cap al rei de Bohèmia. El 1251 finalment Ottokar, que fou rei de Bohèmia dos anys més tard, va esdevenir duc d'Àustria per elecció dels estats, casant-se amb Margarida, la germana de Frederic II, sense que l'emperador ho pogués impedir.
Ottokar va estendre el seu poder a Estíria on la noblesa no estava contenta amb el rei d'Hongria que volia limitar els seus drets. El 1269 va rebre Caríntia i Carniola en herència a la mort del darrer duc Ulric sense hereus. La cort va estar a Praga però Viena va continuar creixent i fou la segona vila del Sacre Imperi després de Colònia. El 1273 Rodolf IV d'Habsburg va esdevenir Rei dels Romans i des de 1276 va intentar expulsar a Ottokar amb el suport dels diversos malcontents d'Àustria i Estíria. El 18 d'octubre de 1276 després d'una curta batalla prop de Viena, Ottokar va abandonar Estíria; l'emperador va trobar poca resistència i aliat a Hongria va encerclar a Ottokar que va haver de negociar: va acceptar retornar tots els territoris adquirits després del 1252 (Estíria, Caríntia, Carniola) a canvi de conservar els originals (Àustria i Bohèmia). Ottokar tenia encara molts partidaris a Viena i per atreure'ls l'emperador va concedir força privilegis a la vila; el 1278, Ottokar, amb el suport d'aquestos partidaris, va intentar un darrer combat però va morir en la batalla de Marchfeld, i Rodolf va declarar confiscat el ducat declarant Àustria un estat patrimonial propi i el 1283 els va donar als seus fills Albert I i Rodolf II incloent Estíria, Caríntia, Carniola i la Marca Víndica, si bé Caríntia fou cedida el 1286 al comte Meinard de Tirol i Carniola en hipoteca i es va establir que Albert regnaria sol i a canvi Rodolf rebria el primer territori que quedés sense monarca (el que mai es va complir). Rodolf I va morir el 1291 i fou elegit emperador Adolf de Nassau (Adolf I d'Alemanya), que gaudia de poc poder.
El 1298, Albert I, esdevingut prou poderós, va decidir lluitar pel tron imperial, va aconseguir la victòria a la batalla de Göllheim i va esdevenir nou emperador, tot i no tenir gaires suports. Albert I fou assassinat el 1308 per Joan el Parricida, fill de Rodolf II, en venjança perquè el seu pare mai havia rebut el tron promès. El fill d'Albert, Frederic el Bell, va intentar dues vegades ser proclamat emperador, sense èxit el 1308 i de nou el 1314 quan fou acceptat de manera conjunta amb Lluís IV de Baviera, però havent de renunciar el 1322 després de la batalla de Mühldorf am Inn. El 1315 també es van perdre territoris suïssos amb la derrota de Morgarten.

Els territoris que conformen l'arxiducat d'Àustra

A partir de 1330, Albert II, germà de Leopold VII, va regnar gairebé sol sobre tots els territoris dependents d'Àustria; el 1335 va obtenir la Caríntia i Carniola per extinció de la dinastia tirolesa (els territoris es van repartir entre els Wittelsbach de Baviera que van rebre Tirol i els Habsburg que van rebre Caríntia però l'hereva Margarida Maultasch es va casar amb un membre de la casa de Luxemburg i els Wittelsbach no es van poder imposar al Tirol). El 1357, Rodolf IV, fill d'Albert II, es va casar amb Caterina de Luxemburg, filla de l'emperador Carles IV, normalitzant les relacions entre les dues famílies (Habsburg i Luxemburg). À la mort de Carles IV el 1378, el va succeir el seu fill, que va donar suport als Habsburg. El regnat d'Albert II fou marcat també per problemes econòmics i per la Gran Pesta que va arribar a Viena a la primavera del 1349 i va delmar la població.
Albert II va morir el 1358, i el va succeir el seu fill Rodolf IV d'Habsburg, qui en 1365 va aconseguir el Tirol a la mort sense descendència de Meinard III de Gorízia-Tirol, enllaçant així les possessions dels Habsburg de l'est i l'oest: la noblesa tirolesa s'havia revoltat contra el primer marit de Margarida Maultasch, un membre de la casa de Luxemburg; Margarida el va repudiar i es va casar amb un Wittelsbach sense consentiment del papa. Albert II va intervenir i va aconseguir annul·lar el primer matrimoni; quan el segon marit va morir el 1362 sense deixar fills i Rodolf V va signar un acord amb Margarida que nominalment conservava el Tirol sota protecció d'Àustria, però de fet fou portada a Viena i el país va quedar sota domini efectiu dels Habsburg. Rodolf IV va tenir un conflicte amb l'emperador Carles IV a causa de l'anomenat "privilegius maius", que donava als ducs Habsburg el títol de prínceps electors i la condició d'arxiducs, i que en realitat era una falsificació de Rodolf IV com es va acabar descobrint (no obstant un segle més tard el document fou oficialitzat per Frederic III el 1453). va morir el 1365 pocs mesos després d'obrir una universitat a Viena. Des de 1355 havia disposat que els seus quatre fills (Rodolf, Frederic, Albert i Leopold) governarien en comú però no s'havien establert els detalls doncs encara eren joves; es va decidir que Albert i Leopold, de 14 i 16 anys, regnarien junts; el 1370 van començar a aparèixer tensions i es va pensar en la divisió que es va concretar el 1379 en el tractat de Neuberg:
Albert (línia Albertina d'Àustria) regnaria a Àustria, i Leopold (línia Leopoldina d'Àustria) a la resta (Estíria, Carniola, Caríntia, Tirol i Àustria Anterior); això assegurava ingressos similars però Leopold no tindria una gran capital. Leopold va morir el 1386 i el seu fill Guillem d'Habsburg el va succeir. Albert pel seu costat va morir el 1395 i el va succeir el seu fill Albert i el seu cosí Guillem li va disputar la successió amb el suport dels artesans de Viena; es va imposar i va concedir privilegis a la vila (consell municipal amb alcalde elegit). Les lluites familiars van provocar però el 1411 a la mort d'Albert una nova divisió:
- l'Alta Àustria, amb el Tirol i possessions a l'oest
- l'Àustria Interior, amb Estíria, Caríntia i Carniola;
- la Baixa Àustria, formada per les províncies danubianes.

Els intents de govern en comú van fracassar; la regla segons la qual cadascun dels monarques seria regent d'un territori si l'hereu era massa jove, va provocar friccions. D'altra banda la política també separava les línies: l'Alta Àustria mirava a l'oest i el sud sostenia al Papa d'Avinyó al revés que les altres línies que sostenien a Roma i estaven interessades en la política de Bohèmia i d'Hongria.
A Viena a la mort d'Albert IV el 1404 el va succeir el seu fill Albert V que el 1422 es va casar amb Elisabet de Luxemburg, filla de l'emperador Segimon, rei de Bohèmia i d'Hongria. A la mort del seu sogre el 1437, Albert va heretar Bohèmia i Hongria i es va fer elegir rei de Germània (1438) però va morir a l'any següent. El 1421 va decretar l'expulsió dels jueus dels seus territoris. El 1439 el seu hereu era jove igual que el de l'Alta Àustria, i Frederic III d'Àustria Interior va agafar el poder i va dominar tots els dominis Habsburg, si bé la noblesa de Viena se li oposava. El 1440 fou elegit rei d'Alemanya però no va poder anar a Roma a coronar-se emperador fins al 1452. El 1453 va reconèixer el privilegius maius, i va adoptar el títol d'arxiduc. Per a la història posterior vegeu Dinastia Habsburg.

## Llista de ducs
- Enric Jasomirgott duc 1157-1177 (abans marcgravi, Dinastia Babenberg)
- Leopold V el Virtuós 1177-1194
- Frederic I el Catòlic 1194-1199
- Leopold VI el Gloriós 1199-1230
- Frederic II el Bataller 1230-1246
- Herman de Zähringen 1246-1250
- Vladislau de Moràvia 1246-1247
- Ottokar (rei de Bohèmia 1253-1278) 1248-1278 (reconegut 1251)
- Rodolf I d'Habsburg (rei de Germània 1276-1291) 1278-1283
- Albert I d'Habsburg (rei de Germània 1298-1308) 1282-1308
- Rodolf II d'Habsburg l'Elegant 1282-1290
- Rodolf III d'Habsburg el Bó 1298-1307
- Frederic I d'Habsburg el Bell 1308-1330
- Leopold I d'Habsburg el Magnàmim 1308-1326
- Albert II d'Habsburg el Savi 1330-1358
- Otó I d'Habsburg l'Alegre 1330-1339
- Frederic II d'Habsburg 1339-1344
- Leopold II d'Habsburg 1339-1344
- Rodolf IV d'Habsburg el Fundador 1358-1365
- Albert III d'Habsburg el de la Cua 1365-1395
- Leopold III, duc d'Àustria el Just 1356-1379 (després va formar línia separada)
- Albert IV d'Habsburg el Pacient 1395-1404
- Albert V (Albert II rei d'Alemanya 1438-1439) 1404-1439
- Ladislau Pòstum 1440-1457
- Frederic V (Frederic III rei de Germània 1440-1493, Emperador 1452-1493) 1457-1493 (arxiduc)
- Maximilià I (emperador) 1493-1519
- Carles I d'Àustria i Espanya (Carles V emperador 1519-58) 1519-1520 d. 1558
- Ferran I (emperador 1558-64) 1520-1564
- Maximilià II (emperador) 1564-1576
- Rodolf V (Rodolf II emperador 1576-1612) 1576-1608
- Maties (emperador 1612-19) 1608-1619
- Albert VII d'Àustria 1619
- Ferran II (emperador) 1619-1637
- Ferran III (emperador) 1637-1657
- Leopold VI (I emperador 1658-1705) 1657-1705
- Josep I (emperador) 1705-1711
- Carles II (emperador) 1711-1740
- Maria Teresa I d'Àustria 1740-1780
- Josep II (emperador 1765-90) 1780-1790 (inicia la branca Habsburg-Lorena)
- Leopold VII (II emperador) 1790-1792
- Francesc I (emperador 1792-1806: primer emperador d'Àustria 1804) 1792-1835
- Ferran I d'Àustria (IV) 1835-1848 (+1875)
- Francesc Josep I 1848-1916
- Carles I (III) 1916-1918 (+ 1922)